# جک دوورست
جک دوورست (انگلیسی: Jack Dewhurst؛ 15 December 1876 – ۱۹۲۴ (۴۷−۴۸ سال)) بازیکن فوتبال بود.
از باشگاه‌هایی که در آن بازی کرده‌است می‌توان به باشگاه فوتبال بلکبرن روورز اشاره کرد.